# Asrul Sani
Asrul Sani (ur. 10 czerwca 1926 w Rao, zm. 11 stycznia 2003 w Dżakarcie) – indonezyjski pisarz, poeta i scenarzysta.

## Życiorys
Urodził się 10 czerwca 1926 r. w Rao (północna część Sumatry Zachodniej).
Zmarł w Dżakarcie 11 stycznia 2003 r.

## Twórczość
- Tiga Menguak Takdir (1950)
- Mantera (1975)
- Dari Suatu Masa dari Suatu Tempat (1972)
- Mahkamah (1988)

Źródło: .